# Les Liaisons dangereuses 1960
Pour les articles homonymes, voir Liaisons dangereuses (homonymie).
Pour plus de détails, voir Fiche technique et Distribution.
Les Liaisons dangereuses 1960 est un film français, réalisé par Roger Vadim, sorti en 1959, avec Gérard Philipe, Jeanne Moreau, Annette Stroyberg (Annette Vadim épouse de Roger Vadim), Jean-Louis Trintignant, Nicolas Vogel, Jeanne Valérie, Boris Vian…
Ce film est une adaptation du grand classique de la littérature française, le roman Les Liaisons dangereuses de Pierre Choderlos de Laclos.

## Synopsis
Le très séduisant Valmont et son épouse Juliette, joués par Gérard Philipe et Jeanne Moreau au sommet de leur beauté et de leur jeunesse n'ont qu'un plaisir, s'aimer et « s'amuser » à détruire les âmes des autres en détruisant les couples au jeu pervers de la « séduction / destruction » froide et préméditée où ils sont maîtres. Ils s'attaquent orgueilleusement surtout aux individus les plus solides de vertu et de morale et les plus difficiles à dépraver en usant de tout leur savoir-faire en la matière et haut pouvoir de séduction et de dépravation de façon cynique et préméditée jusqu'à ce que, à force de destruction d'autrui, leurs jeux finissent par les détruire eux-mêmes ...

## Titre
Le film s'appelait initialement simplement Les liaisons dangereuses, reprenant le titre du roman de Pierre Choderlos de Laclos. Mais à la suite d'une plainte de la Société des gens de lettres estimant défendre l'œuvre de Laclos, la justice demande, deux semaines après sa sortie en salles, que le film soit renommé Les Liaisons dangereuses 1960.

## Critique
- Roger Vadim a lancé depuis 1956 avec Et Dieu… créa la femme un énorme chantier destiné à élaborer « un cinéma libre qui dénoue les liens cérébraux et libère les corps privés de lumières perverses »[réf. nécessaire]. Le roman de Pierre Choderlos de Laclos est un prétexte pour le metteur en scène désirant innover par des impulsions nouvelles que le spectateur ne connaît pas encore, et exploiter le thème de la perversion dans le septième art[réf. souhaitée].
- L'idée de faire du couple Valmont-Merteuil un couple marié est née de la rencontre entre Vailland et Vadim. Opposé au départ, Vadim s'est rendu compte que cela rendait l'écriture du scénario plus facile. Cela infléchit néanmoins l'intrigue[3].
- L'apparition de Boris Vian dans le film est analysée dans le documentaire Le Cinéma de Boris Vian.
- La mesure d'interdiction à l'exportation fut levée en 1961 uniquement pour l'Europe et l'Amérique du Nord, Christian de la Malène expliquant, dans une lettre au directeur du CNC, qu'« Il est normal que ce film reste interdit dans tous les pays d’un niveau de civilisation très inférieur au nôtre ou qui, de par leurs traditions culturelles et les relations qu’ils entretiennent avec la France, seraient choqués par cette production » [4].

## Fiche technique
- Réalisation : Roger Vadim
- Scénario : Roger Vadim, Claude Brulé et Roger Vailland, adapté du roman éponyme de Laclos.
- Dialogue : Roger Vailland
- Assistants réalisateurs : Jacques Poitrenaud, Serge Marquand, Jean-Michel Lacor
- Décors : Robert Guisgand, assisté de Jean Forestier et Jacques Brizzio
- Costumes : Gladys de Segonzac
- Photographie : Marcel Grignon
- Montage : Victoria Mercanton, assistée de Colette Leloup et Hélène Plemiannikov
- Son : Robert Biart, assisté de Victor Revelli et Jean Bareille
- Musique originale : Thelonious Monk, Duke Jordan, Jack Marray (Raymond Fol)[5], aux éditions Marceau, interprétée par Thelonious Monk, avec : Charlie Rouse, Sam Jones et Art Taylor et la participation de Barney Wilen et de Art Blakey's Jazz Messengers, avec Lee Morgan, Bobby Timmons, Jymie Merritt
- Conseiller musical : Maurice Leroux
- Cadreur : Raymond-Pierre Lemoigne, assisté de Maurice Delille et André Marquette
- Ensemblier : Robert Christidès
- Script-girl : Suzanne Durrenberger
- Supervision technique : Marcel Romano
- Séquences spéciales avec Duke Jordan et Kenny Clarke (exclusivité des disques Fontana)
- Maquillage : Jean-Paul Ulysse, Micheline Chaperon, Simone Knapp
- Photographe de plateau : Serge Beauvarlet
- Accessoiriste : Raymond Lemoigne et Henri Berger
- Éclairagiste : Marcel Policard
- Production : Edmond Ténoudji
- Régisseur général : Michel Choquet avec pour adjoint : Jean-Jacques Lecot
- Régisseur extérieur : Pierre Vouillon
- Administrateur : Michèle Reffet
- Société de production et distribution : Les Films Marceau-Cocinor
- Directeur de production : Léopold Schlosberg
- Secrétaire de production : Monique Wendling
- Tournage du 23 février au 30 avril 1959 à Paris-Studio-Cinéma à Billancourt
- Tirage : Laboratoire L.T.C Saint-Cloud
- Trucage : LAX
- Générique : Arcady
- Jeu d'échecs sculpté par Tim
- Pays :  France
- Format : 35 mm - noir et blanc - Son: Procédé sonore Western-Electric (Lauer and Cie)
- Durée : 105 minutes
- Genre : Drame et romance
- Date de sortie : 9 septembre 1959
- Visa d'exploitation : 21575
- Film interdit totalement, puis interdit aux moins de 16 ans lors de sa sortie en salles en France[6]
- Affiche : Jean Mascii (France)

## Distribution
- Gérard Philipe : le vicomte de Valmont, brillant diplomate, époux de Juliette
- Jeanne Moreau : Juliette Valmont, née de Merteuil
- Jeanne Valérie : Cécile Volange, la fiancée de Danceny
- Annette Stroyberg : Marianne Tourvel (Annette Vadim épouse de Roger Vadim)
- Simone Renant : Mme Volange, mère de Cécile
- Jean-Louis Trintignant : Danceny, le jeune polytechnicien
- Nicolas Vogel : Jerry Court
- Madeleine Lambert	: Mme Rosemonde, la femme qui accompagne Marianne
- Boris Vian : Prévan, un ami diplomate de Valmont
- Gillian Hills : une amie de Cécile
- Paquita Thomas : Nicole
- Serge Marquand : un skieur
- Renée Passeur : une invitée des Valmont
- François Perrot : un invité des Valmont
- Frédéric O'Brady : un diplomate
- Alexandra Stewart : une amie de Miguel
- Raymond Jourdan : un invité des Valmont
- Michel Dacquin : un invité des Valmont
- Jacques Hilling : un invité des Valmont
- Jean-Pierre Zola : réceptionniste de l'hôtel à Deauville
- Guy-Henry : l'inspecteur qui éteint le feu autour de Juliette[7]
- Lydia Lester : doublure de Jeanne Moreau (séquence du feu)
- Yves Barsacq : un invité des Valmont
- Lisa Jouvet : une invitée des Valmont
- James Campbell-Badiane, un musicien
- Andrès : un serveur
- Pierre Durou
- Jean-Pierre Laverne
- Jacques Brizzio